# Battaglia di Marshall's Elm
La battaglia di Marshall's Elm fu una battaglia che si svolse il 4 agosto 1642 presso Street, nel Somerset, in Inghilterra. Essa fu parte della prima guerra civile inglese, contrapponendo Realisti e Parlamentaristi. Lo scontro avvenne prima dell'inizio formale della guerra civile il 22 agosto, mentre le rispettive parti erano ancora intente a reclutare uomini nella contea. I Realisti avevano il loro quartier generale regionale a Wells, ma erano minacciati dalla vicinanza dei Parlamentaristi. I Realisti inviarono fuori dalla città un comando di 60-80 tra cavalieri e dragoni, che individuarono con 500-600 truppe nemiche al comando di sir John Pyne di passaggio.
I Realisti organizzarono un'imboscata presso Marshall's Elm, non lontano dalle Polden Hills. Di fronte al fuoco dei moschetti dei dragoni rimasti nascosti, il gruppo venne caricato dalla cavalleria realista e battuto. I realisti fecero 27 morti e 60 prigionieri tra cui due dei principali ufficiali parlamentaristi. Malgrado la loro vittoria nello scontro, i realisti vennero costretti alla ritirata verso Wells per la loro inferiorità numerica.

## Antefatto
Il conflitto tra il parlamento inglese e re Carlo I su questioni religiose, politiche, fiscali e legislative aveva raggiunto il proprio culmine nel 1642. Le tensioni tra i parlamentari ed il re divennero insostenibili quando il sovrano tentò di far arrestare cinque membri del parlamento con l'accusa di tradimento semplicemente perché avevano osato contestarlo. In preparazione al conflitto a venire, Carlo I nominò il marchese di Hertford quale comandante nella parte occidentale del paese, supportato in questo da Sir Ralph Hopton, deputato locale al parlamento ed ufficiale veterano. Entrambe le parti si impegnarono nel reclutamento di nuovi soldati e miliziani per le loro parti.
Il marchese di Hertford scelse Wells, nel Somerset, come quartier generale delle forze realiste ad ovest del paese, e giunse in città il 28 luglio. La decisione era basata sul fatto che Wells ositava una ricca artiglieria, aveva simpatie per i realisti ed era in un'area geograficamente centrale alla regione. Nella sua opera Somerset in the Civil War del 1973, lo storico David Underdown criticò questa decisione, dicendo che Wells era in una posizione vulnerabile per la vicinanza delle Mendip Hills e per l'appoggio che la popolazione rurale dava nell'area alle forze parlamentariste. Hopton era stato in precedenza vice luogotenente del Somerset, il che lo aveva reso edotto dei metodi pratici di convocazione della milizia della contea e della sua formazione. Le conoscenza di Hopton aiutarono i realisti nelle operazioni di reclutamento, ma la popolazione della contea in generale (perlopiù calvinista) aveva manifestato maggiori simpatie per il parlamento che per il re. I realisti ebbero maggior fortuna nel reclutare la cavalleria tra i membri della gentry locale; Hopton, John Digby e Francis Hawley raccolsero ciascuno delle truppe a cavallo. Per contro, i parlamentaristi riuscirono a coscrivere più persone, ma molti di loro erano male armati e poco più che contadini, impreparati alla guerra.
Il 30 luglio 1642, i parlamentaristi guidati da William Strode, uno dei vice luogotenenti del Somerset nominati dal parlamento, tenne un incontro per raccogliere armi presso Shepton Mallet, a 4 miglia a sudest di Wells. Hertford inviò Hopton e la sua cavalleria a Shepton il 1º agosto per confrontarsi con le forze dei parlamentaristi, ma ebbe l'ordine di evitare il conflitto diretto. Quando Hopton giunse a Shepton, Strode si riufiutò di ascoltarlo. Una folla di 1000 persone si era radunata e Hopton si ritirò per riunirsi alla cavalleria appena fuori dalla città.

## Preludio

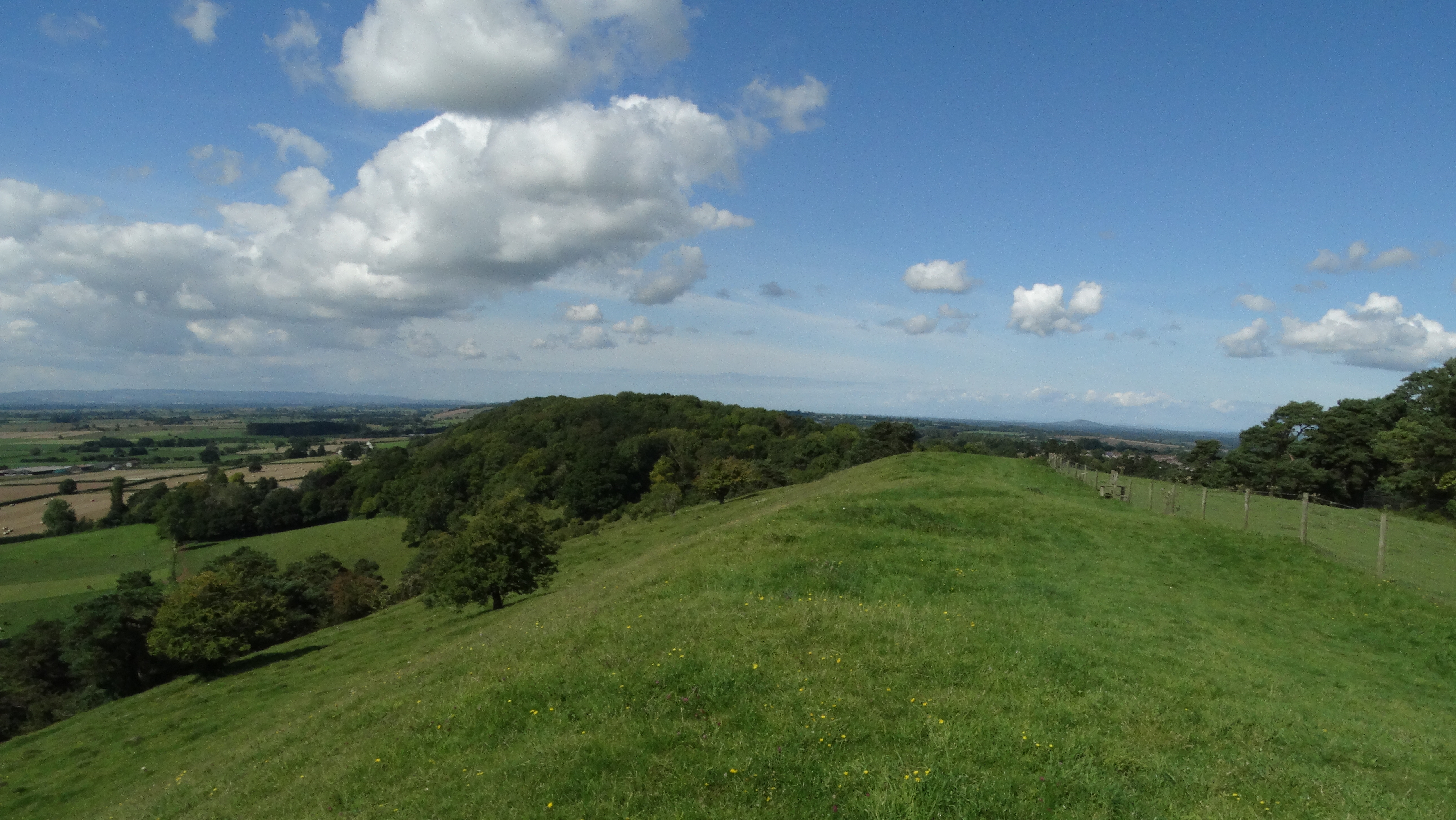
Visuale da Collard Hill, verso Marshall's Elm. I Parlamentaristi si avvicinarono da sinistra, mentre i Realisti si trovavano sulla collina.

Il successo delle operazioni di recluta dei Parlaentaristi lasciò i Realisti col pericolo di venire circondati dalle forze nemiche a Wells. Sir John Pyne, un deputato anch'egli nominato vice luogotenente del Somerset dal parlamento nel mese di marzo. ed il capitano John Preston reclutarono in tutto circa 400 uomini da Taunton (c. 24 miglia a sudovest di Wells), mentre il capitano Sands riuscì a portarne altri 200 da South Petherton. Pyne aveva ordine di portare i suoi uomini a Street dove si sarebbe incontrato con Strode. Hertford era conscio della sua debole posizione, ed il 4 agosto inviò una scorta a cavallo al comando di sir John Stawell, composta da cavalleria e dragoni, in numero di 60-80 circa. Il gruppo, che includeva diversi nobili realisti e soldati d'esperienza come Henry Lunsford, si portò a sud attraverso Glastonbury verso le Polden Hills. Raggiungendo il villaggio di Marshall's Elm, a un solo miglio a sud di Street, e a circa 8 miglia da Wells, il gruppo individuò le forze di Pyne che marciavano attraverso dei campi di grano a circa 2 miglia di distanza da loro.

## La battaglia
Avvicinandosi da nord, i Realisti godevano del vantaggio di un terreno più rialzato. Marshall's Elm si trovava in una depressione che fungeva da passo tra Ivy Thorn Hill e Collard Hill. Stawell decise di parlare preventivamente allo scontro con le forze dei Parlamentaristi dicendo loro che avrebbero potuto evitare ogni conflitto se avessero bloccato sul nascere la loro marcia, ma senza effetto. Lunsford nel frattempo aveva già predisposto le truppe realiste; la cavalleria si trovava oltre la collina, appena visibile, così che non se ne potesse capire perfettamente il numero; quattordici dragoni scesero da cavallo e si nascosero tra le pietre circostanti. Ordinò a tutti i suoi uomini di trattenersi dallo sparare sino a quando egli non avrebbe dato l'ordine ai dragoni.
Pyne continuò la sua marcia, ma successivamente ripensò alle parole del capitano nemico e decise di fermarsi ma i suoi uomini si lamentarono di questo fatto asserendo che i nemici fossero in numero ridotto rispetto a loro. Gli uomini di Pyne ripresero la loro marcia fermandosi occasionalmente per ristorarsi, ma Lunsford li colpì coi suoi uomini quando si trovavano a una distanza approssimativa di 120 passi. I Parlamentaristi esitarono nel contrattacco, insicuri di quante fossero effettivamente le forze nemiche e a quel punto Stawell guidò la sua cavalleria giù per la collina. I parlamentaristi vennero sconfitti; sette vennero uccisi a Marshall's Elm, ed i Realisti inseguirono il nemico per 3 miglia sino a Somerton. Riuscirono a catturare sessanta prigionieri che lasciarono quindi a Somerton. Tra quanti vennero catturati vi erano due ufficiali, Preston e Sands. Oltre ai sette morti sul campo, altri venti morirono per le ferite riportate.

## Conseguenze
La battaglia fu una vittoria sia tattica che strategica per i Realisti. Underdown attribuì alla forza della cavalleria e alla leadership la vittoria finale, sottolineando come i comandanti Realisti fossero "abituati al comando e sicuri delle loro abilità nello sconfiggere forze anche più grandi ma composte da contadini male armati".
Malgrado la loro sconfitta a Marshall's Elm, i Parlamentaristi continuarono a portare i loro uomini attorno a Wells. Gruppi si radunarono da Bristol, Gloucester, dal Wiltshire e dal Somerset nordorientale; questi erano cavalieri, moschettieri, contadini armati di forconi. Alla fine vennero radunati 12 000 uomini che attraversarono le Mendip Hills e raggiunsero un pendio su Wells la sera del 5 agosto. Pyne prese parte al comando con Strode. Hertford inviò la sua cavalleria a fronteggiarli, ma entrambi i gruppi si accordarono per un cessate il fuoco il giorno successivo. Quella notte, i Parlamentaristi vennero raggiunti da altre reclute e rinforzi, ed Hertford finse di negoziare la mattina successiva per coprire la sua ritirata; mentre i messaggeri dei Parlamentaristi si portavano fuori dal cancello a nord della cittadina di Wells con la sua "offerta", i suoi uomini si portarono velocemente verso sud, coperti dalla retroguardia della cavalleria guidata da Hopton. Dopo due notti a Somerton, i Realisti si ritirarono verso il castello di Sherborne, nel Dorset.
La prima guerra civile inglese si aprì formalmente il 22 agosto quando Carlo I levò il proprio stendardo sulla città di Nottingham ma, malgrado ciò, storici come Charles Carlton sono oggi concordi nel credere che Marshall's Elm sia stato il "primo grande confronto" della guerra.